# Campeonato Sub-17 de la Concacaf de 2019
El Campeonato Sub-17 de la Concacaf de 2019 fue la 19.ª edición realizada en el campus de la Academia IMG en Bradenton, Florida. Se disputó en tres rondas. La primera ronda del Campeonato se llevó a cabo del 16 al 24 de marzo, y del 1 al 9 de abril, mientras que las rondas finales (fase de grupos y eliminatoria) se llevaron a cabo del 1 al 16 de mayo. Participaron selecciones con jugadores menores de 17 años, y sirvió como clasificación de cuatro equipos de la Concacaf a la Copa Mundial de Fútbol Sub-17 de 2019 en Brasil.

## Formato
A diferencia del formato anterior, que incluía clasificatorios regionales en el Caribe y Centroamérica y un campeonato final, esta nueva competencia centralizada garantiza que todos los equipos participantes tengan la oportunidad de jugar más partidos de primer nivel en un solo lugar.
La competencia comenzó el 16 de marzo y el 1 de abril, con la primera ronda. Para esta etapa inicial, los 19 equipos con la clasificación más baja, basados en el Ranking Sub-17 Masculino de Concacaf de mayo de 2017, se dividieron en cuatro grupos. Después de jugar una fase de grupos, el ganador de cada grupo avanzó a la fase eliminatoria de la competencia final.
El Campeonato Final comienza con una fase de grupos, en la que los 16 equipos participantes mejor clasificados, basados en el Ranking Sub-17 Masculino de Concacaf hasta mayo de 2017, se dividen en cuatro grupos. Después de la fase de grupos, los tres mejores de cada uno de los grupos se unieron a los ganadores de los grupos A, B, C y D de la eliminatoria en los octavos de final.
La fase de eliminatoria de la competencia (octavos de final, cuartos de final, semifinales y final) se jugó en su totalidad en un formato de eliminación de un solo partido. Los semifinalistas se clasificaron automáticamente para la Copa Mundial de Fútbol Sub-17 de 2019 a jugarse en Brasil.
Las Asociaciones Miembros participantes para el Campeonato Sub-17 de Concacaf 2019 son (en orden alfabético): Anguila, Antigua y Barbuda, Aruba, Bahamas, Barbados, Belice, Bermudas, Bonaire, Canadá, Costa Rica, Curazao, Dominica, El Salvador, Estados Unidos, Granada, Guadalupe, Guatemala, Guyana, Haití, Honduras, Islas Caimán, Islas Vírgenes de los Estados Unidos, Jamaica, Martinica, México, Montserrat, Nicaragua, Panamá, Puerto Rico, República Dominicana, San Cristóbal y Nieves, San Martín, San Vicente y las Granadinas, Surinam y Trinidad y Tobago.
El sorteo oficial se llevó a cabo el martes, 19 de febrero de 2019, a las 11:00 AM ET, en la sede de Concacaf en Miami.
En la edición anterior del Campeonato Sub-17 de Concacaf, que se jugó en Panamá en 2017, México ganó su tercer título consecutivo y el séptimo en general, con una victoria en penales de 5-4 sobre Estados Unidos en la final.

## Equipos participantes
| Anguila           | Costa Rica     | Haití                          | Panamá                       |
| Antigua y Barbuda | Curazao        | Honduras                       | Puerto Rico                  |
| Aruba             | Dominica       | Islas Caimán                   | República Dominicana         |
| Bahamas           | El Salvador    | Islas Vírgenes Estadounidenses | Saint-Martin                 |
| Barbados          | Estados Unidos | Jamaica                        | San Cristóbal y Nieves       |
| Belice            | Granada        | Martinica                      | San Vicente y las Granadinas |
| Bermudas          | Guadalupe      | México                         | Surinam                      |
| Bonaire           | Guatemala      | Montserrat                     | Trinidad y Tobago            |
| Canadá            | Guyana         | Nicaragua                      |                              |

- No participan en esta edición.

| - Cuba - Guayana Francesa - Islas Turcas y Caicos - Islas Vírgenes Británicas - Santa Lucía - Sint Maarten |

## Fase preliminar
Las horas indicadas en los partidos corresponden a la Hora del este de Norteamérica (ET) usada por la Concacaf en el calendario oficial de la competencia.

### Grupo A
| Pos. | Equipo                             | Pts. | PJ | G | E | P | GF | GC | Dif. | Clasificación         |
| ---- | ---------------------------------- | ---- | -- | - | - | - | -- | -- | ---- | --------------------- |
| 1    | Nicaragua                          | 9    | 4  | 3 | 0 | 1 | 12 | 2  | +10  | Fase de eliminatorias |
| 2    | Islas Caimán (E)                   | 7    | 4  | 2 | 1 | 1 | 6  | 4  | +2   |                       |
| 3    | San Vicente y las Granadinas (E)   | 7    | 4  | 2 | 1 | 1 | 5  | 3  | +2   |                       |
| 4    | Granada (E)                        | 6    | 4  | 2 | 0 | 2 | 4  | 7  | −3   |                       |
| 5    | Islas Vírgenes Estadounidenses (E) | 0    | 4  | 0 | 0 | 4 | 0  | 11 | −11  |                       |

 Fuente: CONCACAF
| 16 de marzo de 2019 | Islas Vírgenes Estadounidenses | 0:1 (0:0) | San Vicente y las Granadinas | Academia IMG - Campo #1, Bradenton, Florida |                         |
| 14:30               |                                | Reporte   | 76' Hunte                    | Árbitro(s): Filip Dujic                     | Árbitro(s): Filip Dujic |

| 16 de marzo de 2019 | Islas Caimán                   | 2:0 (0:0) | Granada | Academia IMG - Campo #1, Bradenton, Florida |                                 |
| 16:30               | Bodden 63' (pen.) · Watson 84' | Reporte   |         | Árbitro(s): Ariel Ameth Sánchez             | Árbitro(s): Ariel Ameth Sánchez |

| 18 de marzo de 2019 | Islas Vírgenes Estadounidenses | 0:3 (0:2) | Islas Caimán                          | Academia IMG - Campo #1, Bradenton, Florida |                         |
| 14:30               |                                | Reporte   | 29' Small · 30' Smith · 57' Sigsworth | Árbitro(s): Iván Barton                     | Árbitro(s): Iván Barton |

| 18 de marzo de 2019 | San Vicente y las Granadinas | 2:0 (1:0) | Nicaragua | Academia IMG - Campo #1, Bradenton, Florida |                                    |
| 16:30               | Pompey 37', 54' (pen.)       | Reporte   |           | Árbitro(s): Luis Enrique Santander          | Árbitro(s): Luis Enrique Santander |

| 20 de marzo de 2019 | San Vicente y las Granadinas | 1:2 (1:0) | Granada                    | Academia IMG - Campo #1, Bradenton, Florida |                           |
| 14:30               | Hunte 33'                    | Reporte   | 48' Lawlite · 63' Ettienne | Árbitro(s): Nikolai Nyron                   | Árbitro(s): Nikolai Nyron |

| 20 de marzo de 2019 | Nicaragua                                                     | 5:0 (4:0) | Islas Vírgenes Estadounidenses | Academia IMG - Campo #1, Bradenton, Florida |                                 |
| 16:30               | Talavera 14' · Huete 30', 75' · Sealey 35' (a.g.) · Pérez 36' | Reporte   |                                | Árbitro(s): Ariel Ameth Sánchez             | Árbitro(s): Ariel Ameth Sánchez |

| 22 de marzo de 2019 | Granada | 0:4 (0:1) | Nicaragua                                  | Academia IMG - Campo #1, Bradenton, Florida |                          |
| 14:30               |         | Reporte   | 12' Vásquez · 50', 82' Huete · 56' Bonilla | Árbitro(s): Malik Badawi                    | Árbitro(s): Malik Badawi |

| 22 de marzo de 2019 | Islas Caimán | 1:1 (0:0) | San Vicente y las Granadinas | Academia IMG - Campo #1, Bradenton, Florida |                            |
| 16:30               | Smith 61'    | Reporte   | 86' (pen.) Pompey            | Árbitro(s): Benbito Celima                  | Árbitro(s): Benbito Celima |

| 24 de marzo de 2019 | Nicaragua                                   | 3:0 (2:0) | Islas Caimán | Academia IMG - Campo #1, Bradenton, Florida |                                    |
| 14:30               | Vallecillo 21' · Calderón 25' · Vásquez 66' | Reporte   |              | Árbitro(s): Luis Enrique Santander          | Árbitro(s): Luis Enrique Santander |

| 24 de marzo de 2019 | Granada           | 2:0 (2:0) | Islas Vírgenes Estadounidenses | Academia IMG - Campo #1, Bradenton, Florida |                         |
| 16:30               | Ettienne 11', 28' | Reporte   |                                | Árbitro(s): Brayan Cruz                     | Árbitro(s): Brayan Cruz |

### Grupo B
| Pos. | Equipo                | Pts. | PJ | G | E | P | GF | GC | Dif. | Clasificación         |
| ---- | --------------------- | ---- | -- | - | - | - | -- | -- | ---- | --------------------- |
| 1    | República Dominicana  | 9    | 3  | 3 | 0 | 0 | 8  | 1  | +7   | Fase de eliminatorias |
| 2    | Antigua y Barbuda (E) | 6    | 3  | 2 | 0 | 1 | 9  | 3  | +6   |                       |
| 3    | Belice (E)            | 1    | 3  | 0 | 1 | 2 | 3  | 6  | −3   |                       |
| 4    | Dominica (E)          | 1    | 3  | 0 | 1 | 2 | 1  | 11 | −10  |                       |
| 5    | Montserrat            | 0    | 0  | 0 | 0 | 0 | 0  | 0  | 0    | Retirado              |

 Fuente: CONCACAF
| 1 de abril de 2019 | Belice    | 1:1 (0:0) | Dominica          | Academia IMG - Campo #1, Bradenton, Florida |                            |
| 14:30              | Palma 66' | Reporte   | 76' (pen.) Joseph | Árbitro(s): Cole Shoemaker                  | Árbitro(s): Cole Shoemaker |

| 3 de abril de 2019 | Antigua y Barbuda           | 2:1 (1:1) | Belice           | Academia IMG - Campo #1, Bradenton, Florida |                             |
| 14:30              | Davis 11' · D. Hadeed 90+7' | Reporte   | 28' (pen.) Palma | Árbitro(s): Kwinsi Williams                 | Árbitro(s): Kwinsi Williams |

| 3 de abril de 2019 | Dominica | 0:3 (0:2) | República Dominicana                    | Academia IMG - Campo #1, Bradenton, Florida |                             |
| 16:30              |          | Reporte   | 13' Crispín · 30' I. Báez · 87' Liriano | Árbitro(s): Tristley Bassue                 | Árbitro(s): Tristley Bassue |

| 5 de abril de 2019 | Belice     | 1:3 (0:2) | República Dominicana                   | Academia IMG - Campo #1, Bradenton, Florida |                        |
| 14:30              | Galvez 50' | Reporte   | 15' Báez · 36' Rodríguez · 62' Peralta | Árbitro(s): Reon Radix                      | Árbitro(s): Reon Radix |

| 5 de abril de 2019 | Dominica | 0:7 (0:1) | Antigua y Barbuda                                                      | Academia IMG - Campo #1, Bradenton, Florida |  |
| 16:30              |          | Reporte   | 3', 55' Flowers · 49', 58' D. Hadeed · 51', 72' Bishop · 89' C. Hadeed |                                             |  |

| 7 de abril de 2019 | República Dominicana | 2:0 (0:0) | Antigua y Barbuda | Academia IMG - Campo #1, Bradenton, Florida |                                  |
| 14:30              | Rodríguez 46', 56'   | Reporte   |                   | Árbitro(s): Diego Montaño Robles            | Árbitro(s): Diego Montaño Robles |

### Grupo C
| Pos. | Equipo           | Pts. | PJ | G | E | P | GF | GC | Dif. | Clasificación         |
| ---- | ---------------- | ---- | -- | - | - | - | -- | -- | ---- | --------------------- |
| 1    | Guadalupe        | 12   | 4  | 4 | 0 | 0 | 15 | 1  | +14  | Fase de eliminatorias |
| 2    | Bonaire (E)      | 7    | 4  | 2 | 1 | 1 | 5  | 9  | −4   |                       |
| 3    | Aruba (E)        | 6    | 4  | 2 | 0 | 2 | 6  | 4  | +2   |                       |
| 4    | Bahamas (E)      | 3    | 4  | 1 | 0 | 3 | 4  | 12 | −8   |                       |
| 5    | Saint-Martin (E) | 1    | 4  | 0 | 1 | 3 | 1  | 5  | −4   |                       |

 Fuente: CONCACAF
| 17 de marzo de 2019 | Saint-Martin | 0:0     | Bonaire | Academia IMG - Campo #1, Bradenton, Florida |                           |
| 14:30               |              | Reporte |         | Árbitro(s): Nikolai Nyron                   | Árbitro(s): Nikolai Nyron |

| 17 de marzo de 2019 | Aruba               | 3:0 (2:0) | Bahamas | Academia IMG - Campo #1, Bradenton, Florida |                              |
| 16:30               | Illes 18', 35', 48' | Reporte   |         | Árbitro(s): Melvin Matamoros                | Árbitro(s): Melvin Matamoros |

| 19 de marzo de 2019 | Saint-Martin | 1:3 (1:2) | Aruba                                 | Academia IMG - Campo #1, Bradenton, Florida |                            |
| 14:30               | Genelus 24'  | Reporte   | 9' Tromp · 23' Arends · 75' Ackermans | Árbitro(s): Benbito Celima                  | Árbitro(s): Benbito Celima |

| 19 de marzo de 2019 | Bonaire | 0:7 (0:4) | Guadalupe                                                                      | Academia IMG - Campo #1, Bradenton, Florida |                          |
| 16:30               |         | Reporte   | 13', 22' Gedeon · 17' Gille · 45', 47' Mixtur · 56' Dezac · 87' (pen.) Merabli | Árbitro(s): Malik Badawi                    | Árbitro(s): Malik Badawi |

| 21 de marzo de 2019 | Bonaire                                             | 4:2 (3:1) | Bahamas              | Academia IMG - Campo #1, Bradenton, Florida |                              |
| 14:30               | Rier 11' · Cecilia 26' · Jamison Sint Jago 33', 54' | Reporte   | 32' Lowe · 79' Davis | Árbitro(s): Melvin Matamoros                | Árbitro(s): Melvin Matamoros |

| 21 de marzo de 2019 | Guadalupe  | 1:0 (0:0) | Saint-Martin | Academia IMG - Campo #1, Bradenton, Florida |                                    |
| 16:30               | Mixtur 64' | Reporte   |              | Árbitro(s): Luis Enrique Santander          | Árbitro(s): Luis Enrique Santander |

| 23 de marzo de 2019 | Bahamas     | 1:5 (1:3) | Guadalupe                                                        | Academia IMG - Campo #1, Bradenton, Florida |                         |
| 14:30               | Chisolm 19' | Reporte   | 20' Gravelot · 40' Gille · 44' Molia · 47' Merbali · 53' Confiac | Árbitro(s): Filip Dujic                     | Árbitro(s): Filip Dujic |

| 23 de marzo de 2019 | Aruba | 0:1 (0:1) | Bonaire    | Academia IMG - Campo #1, Bradenton, Florida |                         |
| 16:30               |       | Reporte   | 10' Benita | Árbitro(s): Iván Barton                     | Árbitro(s): Iván Barton |

| 25 de marzo de 2019 | Guadalupe                  | 2:0 (1:0) | Aruba | Academia IMG - Campo #1, Bradenton, Florida |                              |
| 14:30               | Gervelas 9' · Mixtur 90+3' | Reporte   |       | Árbitro(s): Melvin Matamoros                | Árbitro(s): Melvin Matamoros |

| 25 de marzo de 2019 | Bahamas     | 1:0 (1:0) | Saint-Martin | Academia IMG - Campo #1, Bradenton, Florida |                           |
| 16:30               | Russell 28' | Reporte   |              | Árbitro(s): Natalie Simon                   | Árbitro(s): Natalie Simon |

### Grupo D
| Pos. | Equipo                     | Pts. | PJ | G | E | P | GF | GC | Dif. | Clasificación         |
| ---- | -------------------------- | ---- | -- | - | - | - | -- | -- | ---- | --------------------- |
| 1    | Puerto Rico                | 7    | 3  | 2 | 1 | 0 | 10 | 0  | +10  | Fase de eliminatorias |
| 2    | Martinica (E)              | 6    | 3  | 2 | 0 | 1 | 14 | 2  | +12  |                       |
| 3    | San Cristóbal y Nieves (E) | 4    | 3  | 1 | 1 | 1 | 4  | 0  | +4   |                       |
| 4    | Anguila (E)                | 0    | 3  | 0 | 0 | 3 | 0  | 25 | −25  |                       |

 Fuente: CONCACAF
| 2 de abril de 2019 | San Cristóbal y Nieves | 0:0     | Puerto Rico | Academia IMG - Campo #1, Bradenton, Florida |                                     |
| 14:30              |                        | Reporte |             | Árbitro(s): Bryan López Castellanos         | Árbitro(s): Bryan López Castellanos |

| 2 de abril de 2019 | Martinica | 13:0 (4:0) | Anguila | Academia IMG - Campo #1, Bradenton, Florida |                               |
| 16:30              | Gerin 15' (86) · Priam 27', 44' · Labrousse 42' · Feval 56' · Brulu 58' · Nollet 60' · Condoris 71', 88' · Pain 79' · Boutrin 85' (pen.) | Reporte    |         | Árbitro(s): José Raul Eduarte               | Árbitro(s): José Raul Eduarte |

| 4 de abril de 2019 | Puerto Rico               | 2:0 (1:0) | Martinica | Academia IMG - Campo #1, Bradenton, Florida |                             |
| 14:30              | López 27' · Antonetti 47' | Reporte   |           | Árbitro(s): Wilson Da Costa                 | Árbitro(s): Wilson Da Costa |

| 4 de abril de 2019 | Anguila | 0:4 (0:1) | San Cristóbal y Nieves                                          | Academia IMG - Campo #1, Bradenton, Florida |                               |
| 16:30              |         | Reporte   | 3' Garnette · 60' Hendricks · 66' Nisbett · 86' (a.g.) Bradshaw | Árbitro(s): Reinaldo Sequeira               | Árbitro(s): Reinaldo Sequeira |

| 6 de abril de 2019 | Martinica | 1:0 (0:0) | San Cristóbal y Nieves | Academia IMG - Campo #1, Bradenton, Florida |                                     |
| 14:30              | Priam 79' | Reporte   |                        | Árbitro(s): Bryan López Castellanos         | Árbitro(s): Bryan López Castellanos |

| 6 de abril de 2019 | Anguila | 0:8 (0:3) | Puerto Rico                                                                       | Academia IMG - Campo #1, Bradenton, Florida |                            |
| 16:30              |         | Reporte   | 3' Zayas · 26' Ortíz · 27', 65' Ortega · 32' Rivera · 58' Agosto · 61', 68' Ramos | Árbitro(s): Melvin Herrera                  | Árbitro(s): Melvin Herrera |

## Fase final

### Sedes
La Academia de Fútbol IMG fue seleccionada como única sede del torneo:
| Academia de Fútbol IMG |
| Capacidad: 1,500       |
|                        |

## Fase de grupos

### Grupo E
| Pos. | Equipo            | Pts. | PJ | G | E | P | GF | GC | Dif. | Clasificación    |
| ---- | ----------------- | ---- | -- | - | - | - | -- | -- | ---- | ---------------- |
| 1    | México            | 9    | 3  | 3 | 0 | 0 | 11 | 0  | +11  | Octavos de final |
| 2    | Trinidad y Tobago | 6    | 3  | 2 | 0 | 1 | 6  | 8  | −2   | Octavos de final |
| 3    | Jamaica           | 3    | 3  | 1 | 0 | 2 | 6  | 6  | 0    | Octavos de final |
| 4    | Bermudas          | 0    | 3  | 0 | 0 | 3 | 3  | 12 | −9   |                  |

 Fuente: CONCACAF
| 1 de mayo de 2019 | Trinidad y Tobago              | 3:1 (2:0) | Bermudas   | Academia IMG - Campo #1, Bradenton, Florida |                            |
| 16:00             | Araujo 24' 39' · De Gannes 90' | Reporte   | 76' Dailey | Árbitro(s): Henry Bejarano                  | Árbitro(s): Henry Bejarano |

| 1 de mayo de 2019 | México    | 1:0 (0:0) | Jamaica | Academia IMG - Campo #1, Bradenton, Florida |                         |
| 18:00             | Gómez 50' | Reporte   |         | Árbitro(s): Iván Barton                     | Árbitro(s): Iván Barton |

| 3 de mayo de 2019 | Jamaica                 | 2:3 (1:2) | Trinidad y Tobago              | Academia IMG - Campo #1, Bradenton, Florida |                                |
| 16:00             | Daley 17' · Scott 90+3' | Reporte   | 34', 60' Sheppard · 44' Araujo | Árbitro(s): Armando Villarreal              | Árbitro(s): Armando Villarreal |

| 3 de mayo de 2019 | Bermudas | 0:5 (0:2) | México                                                           | Academia IMG - Campo #1, Bradenton, Florida |                           |
| 18:00             |          | Reporte   | 10' Álvarez · 16' Martínez · 56' Muñoz · 82' Luna · 87' Mariscal | Árbitro(s): Mario Escobar                   | Árbitro(s): Mario Escobar |

| 5 de mayo de 2019 | Trinidad y Tobago | 0:5 (0:3) | México                                          | Academia IMG - Campo #1, Bradenton, Florida |                           |
| 16:00             |                   | Reporte   | 8' González · 27', 35' Muñoz · 59', 88' Álvarez | Árbitro(s): Said Martínez                   | Árbitro(s): Said Martínez |

| 5 de mayo de 2019 | Bermudas                        | 2:4 (0:3) | Jamaica                           | Academia IMG - Campo #1, Bradenton, Florida |                                      |
| 18:00             | Basden 47' · Astwood 64' (pen.) | Reporte   | 4' Mitchell · 9', 15', 51' Wright | Árbitro(s): Walter López Castellanos        | Árbitro(s): Walter López Castellanos |

### Grupo F
| Pos. | Equipo             | Pts. | PJ | G | E | P | GF | GC | Dif. | Clasificación    |
| ---- | ------------------ | ---- | -- | - | - | - | -- | -- | ---- | ---------------- |
| 1    | Estados Unidos (H) | 9    | 3  | 3 | 0 | 0 | 12 | 3  | +9   | Octavos de final |
| 2    | Canadá             | 6    | 3  | 2 | 0 | 1 | 10 | 5  | +5   | Octavos de final |
| 3    | Guatemala          | 1    | 3  | 0 | 1 | 2 | 3  | 8  | −5   | Octavos de final |
| 4    | Barbados           | 1    | 3  | 0 | 1 | 2 | 2  | 11 | −9   |                  |

 Fuente: CONCACAF
| 2 de mayo de 2019 | Guatemala  | 1:1 (0:0) | Barbados   | Academia IMG - Campo #1, Bradenton, Florida |                        |
| 16:00             | Gaitán 55' | Reporte   | 90+3' Gale | Árbitro(s): John Pitti                      | Árbitro(s): John Pitti |

| 2 de mayo de 2019 | Estados Unidos                        | 3:2 (0:2) | Canadá                 | Academia IMG - Campo #1, Bradenton, Florida |                           |
| 18:00             | Busio 49' · Alejandre 63' · Reyna 69' | Reporte   | 21' Omeonga · 22' Rowe | Árbitro(s): Oshane Nation                   | Árbitro(s): Oshane Nation |

| 4 de mayo de 2019 | Barbados            | 1:6 (0:4) | Estados Unidos                                                                             | Academia IMG - Campo #1, Bradenton, Florida |                            |
| 16:00             | Richards 54' (pen.) | Reporte   | 20' (t.l.) Hernández · 26' (t.l.), 45' Busio · 33' Saldaña · 47' (a.g.) Bryan · 50' Ocampo | Árbitro(s): Ismael Cornejo                  | Árbitro(s): Ismael Cornejo |

| 4 de mayo de 2019 | Canadá                               | 4:2 (3:1) | Guatemala                | Academia IMG - Campo #1, Bradenton, Florida |                                   |
| 18:00             | Nelson 2', 34', 90' · Habibullah 30' | Reporte   | 6' Palencia · 85' Santis | Árbitro(s): Juan Gabriel Calderón           | Árbitro(s): Juan Gabriel Calderón |

| 6 de mayo de 2019 | Barbados | 0:4 (0:2) | Canadá                                                          | Academia IMG - Campo #1, Bradenton, Florida |                             |
| 16:00             |          | Reporte   | 14' Rowe · 40' (a.g.) Applewhite · 74' Habibullah · 79' Omeonga | Árbitro(s): Henry Benjarano                 | Árbitro(s): Henry Benjarano |

| 6 de mayo de 2019 | Guatemala | 0:3 (0:1) | Estados Unidos            | Academia IMG - Campo #1, Bradenton, Florida |                                 |
| 18:00             |           | Reporte   | 25', 51' Yow · 86' Ocampo | Árbitro(s): Yadel Pupo Martínez             | Árbitro(s): Yadel Pupo Martínez |

### Grupo G
| Pos. | Equipo      | Pts. | PJ | G | E | P | GF | GC | Dif. | Clasificación    |
| ---- | ----------- | ---- | -- | - | - | - | -- | -- | ---- | ---------------- |
| 1    | Haití       | 9    | 3  | 3 | 0 | 0 | 12 | 1  | +11  | Octavos de final |
| 2    | El Salvador | 6    | 3  | 2 | 0 | 1 | 7  | 5  | +2   | Octavos de final |
| 3    | Honduras    | 3    | 3  | 1 | 0 | 2 | 4  | 4  | 0    | Octavos de final |
| 4    | Guyana      | 0    | 3  | 0 | 0 | 3 | 0  | 13 | −13  |                  |

 Fuente: CONCACAF
| 1 de mayo de 2019 | El Salvador                                 | 4:0 (1:0) | Guyana | Academia IMG - Campo #11, Bradenton, Florida |                                 |
| 10:00             | Linares 18' · Emerson 59' 67' · Vásquez 64' | Reporte   |        | Árbitro(s): Yadel Pupo Martínez              | Árbitro(s): Yadel Pupo Martínez |

| 1 de mayo de 2019 | Honduras | 0:2 (0:2) | Haití                                 | Academia IMG - Campo #11, Bradenton, Florida |                           |
| 16:00             |          | Reporte   | 11' (pen.) Corlens · 45+1' Christophe | Árbitro(s): Ismail Elfath                    | Árbitro(s): Ismail Elfath |

| 3 de mayo de 2019 | Haití                                                | 4:1 (1:0) | El Salvador | Academia IMG - Campo #11, Bradenton, Florida |                              |
| 10:00             | Christophe 39' · Jean 70' · Germain 72' · Pierre 87' | Reporte   | 78' Emerson | Árbitro(s): Daneon Parchment                 | Árbitro(s): Daneon Parchment |

| 3 de mayo de 2019 | Guyana | 0:3 (0:1) | Honduras                        | Academia IMG - Campo #11, Bradenton, Florida |                             |
| 16:00             |        | Reporte   | 14', 67' Miranda · 64' Carrasco | Árbitro(s): Adonai Escobedo                  | Árbitro(s): Adonai Escobedo |

| 5 de mayo de 2019 | Guyana | 0:6 (0:5) | Haití                                                                                  | Academia IMG - Campo #11, Bradenton, Florida |                         |
| 10:00             |        | Reporte   | 12' (pen.), 28' Pierre · 21' Jolicoeur · 27' Fertil · 43' Etienne · 82' (pen.) Rhinvil | Árbitro(s): Marco Ortiz                      | Árbitro(s): Marco Ortiz |

| 5 de mayo de 2019 | El Salvador                    | 2:1 (1:1) | Honduras    | Academia IMG - Campo #11, Bradenton, Florida |                               |
| 16:00             | Emerson 27' (t.l.) · Kevin 52' | Reporte   | 43' Medrano | Árbitro(s): Fernando Guerrero                | Árbitro(s): Fernando Guerrero |

### Grupo H
| Pos. | Equipo     | Pts. | PJ | G | E | P | GF | GC | Dif. | Clasificación    |
| ---- | ---------- | ---- | -- | - | - | - | -- | -- | ---- | ---------------- |
| 1    | Costa Rica | 7    | 3  | 2 | 1 | 0 | 11 | 2  | +9   | Octavos de final |
| 2    | Panamá     | 5    | 3  | 1 | 2 | 0 | 8  | 6  | +2   | Octavos de final |
| 3    | Curazao    | 2    | 3  | 0 | 2 | 1 | 4  | 7  | −3   | Octavos de final |
| 4    | Surinam    | 1    | 3  | 0 | 1 | 2 | 2  | 10 | −8   |                  |

 Fuente: CONCACAF
| 2 de mayo de 2019 | Surinam    | 1:1 (1:1) | Curazao   | Academia IMG - Campo #11, Bradenton, Florida |                         |
| 10:00             | Reumel 14' | Reporte   | 32' Anita | Árbitro(s): Marco Ortiz                      | Árbitro(s): Marco Ortiz |

| 2 de mayo de 2019 | Costa Rica              | 2:2 (2:1) | Panamá                | Academia IMG - Campo #11, Bradenton, Florida |                                      |
| 16:00             | Ugalde 24' · Castro 34' | Reporte   | 32' Pinto · 83' Lowis | Árbitro(s): Walter López Castellanos         | Árbitro(s): Walter López Castellanos |

| 4 de mayo de 2019 | Panamá                                       | 3:1 (1:0) | Surinam    | Academia IMG - Campo #11, Bradenton, Florida |                                   |
| 10:00             | Carrasquilla 37' · Williams 60' · Rowe 90+3' | Reporte   | 71' Burnet | Árbitro(s): Juan Gabriel Calderón            | Árbitro(s): Juan Gabriel Calderón |

| 4 de mayo de 2019 | Curazao | 0:3 (0:1) | Costa Rica                          | Academia IMG - Campo #11, Bradenton, Florida |                         |
| 16:00             |         | Reporte   | 30' (pen.), 67' Castro · 82' Ugalde | Árbitro(s): Iván Barton                      | Árbitro(s): Iván Barton |

| 6 de mayo de 2019 | Curazao                               | 3:3 (2:2) | Panamá                                  | Academia IMG - Campo #11, Bradenton, Florida |                             |
| 10:00             | Bernadina 3' · Anita 43' · Inecia 84' | Reporte   | 21' Castro · 45+2' Pinto · 49' Castillo | Árbitro(s): Adonai Escobedo                  | Árbitro(s): Adonai Escobedo |

| 6 de mayo de 2019 | Surinam | 0:6 (0:2) | Costa Rica                                                         | Academia IMG - Campo #11, Bradenton, Florida |                          |
| 16:00             |         | Reporte   | 7', 54' (pen.), 68' Castro · 44' Ugalde · 78' Davis · 89' Alvarado | Árbitro(s): Jair Marrufo                     | Árbitro(s): Jair Marrufo |

## Fase de eliminatorias

### Cuadro
|  | Octavos de final     | Octavos de final      |                       |       | Cuartos de final | Cuartos de final |  |  | Semifinales | Semifinales |  |  | Final | Final |
|  |                      |                       |                       |       |                  |                  |  |  |             |             |  |  |       |       |
|  | 8 de mayo - Campo 1  |                       |                       |       |                  |                  |  |  |             |             |  |  |       |       |
|  |                      |                       |                       |       |                  |                  |  |  |             |             |  |  |       |       |
|  | México               | 2                     |                       |       |                  |                  |  |  |             |             |  |  |       |       |
|  | México               | 2                     | 12 de mayo - Campo 11 |       |                  |                  |  |  |             |             |  |  |       |       |
|  | Puerto Rico          | 1                     |                       |       |                  |                  |  |  |             |             |  |  |       |       |
|  | Puerto Rico          | 1                     | México                | 5     |                  |                  |  |  |             |             |  |  |       |       |
|  | 8 de mayo - Campo 11 |                       | México                | 5     |                  |                  |  |  |             |             |  |  |       |       |
|  |                      | El Salvador           | 1                     |       |                  |                  |  |  |             |             |  |  |       |       |
|  | El Salvador          | El Salvador           | 1                     | 2     |                  |                  |  |  |             |             |  |  |       |       |
|  | El Salvador          |                       | 14 de mayo - Campo 1  | 2     |                  |                  |  |  |             |             |  |  |       |       |
|  | Jamaica              | 1                     |                       |       |                  |                  |  |  |             |             |  |  |       |       |
|  | Jamaica              | 1                     | México                | 1     |                  |                  |  |  |             |             |  |  |       |       |
|  | 8 de mayo - Campo 11 |                       | México                | 1     |                  |                  |  |  |             |             |  |  |       |       |
|  |                      | Haití                 | 0                     |       |                  |                  |  |  |             |             |  |  |       |       |
|  | Haití                | Haití                 | 0                     | 2     |                  |                  |  |  |             |             |  |  |       |       |
|  | Haití                | 12 de mayo - Campo 1  |                       | 2     |                  |                  |  |  |             |             |  |  |       |       |
|  | República Dominicana | 0                     |                       |       |                  |                  |  |  |             |             |  |  |       |       |
|  | República Dominicana | 0                     | Haití (p.)            | 1 (4) |                  |                  |  |  |             |             |  |  |       |       |
|  | 8 de mayo - Campo 1  |                       | Haití (p.)            | 1 (4) |                  |                  |  |  |             |             |  |  |       |       |
|  |                      | Honduras              | 1 (3)                 |       |                  |                  |  |  |             |             |  |  |       |       |
|  | Trinidad y Tobago    | Honduras              | 1 (3)                 | 1     |                  |                  |  |  |             |             |  |  |       |       |
|  | Trinidad y Tobago    |                       | 16 de mayo - Campo 1  | 1     |                  |                  |  |  |             |             |  |  |       |       |
|  | Honduras             | 4                     |                       |       |                  |                  |  |  |             |             |  |  |       |       |
|  | Honduras             | 4                     | México (t. s.)        | 2     |                  |                  |  |  |             |             |  |  |       |       |
|  | 9 de mayo - Campo 1  |                       | México (t. s.)        | 2     |                  |                  |  |  |             |             |  |  |       |       |
|  |                      | Estados Unidos        | 1                     |       |                  |                  |  |  |             |             |  |  |       |       |
|  | Estados Unidos       | Estados Unidos        | 1                     | 8     |                  |                  |  |  |             |             |  |  |       |       |
|  | Estados Unidos       | 12 de mayo - Campo 1  |                       | 8     |                  |                  |  |  |             |             |  |  |       |       |
|  | Guadalupe            | 0                     |                       |       |                  |                  |  |  |             |             |  |  |       |       |
|  | Guadalupe            | 0                     | Estados Unidos        | 3     |                  |                  |  |  |             |             |  |  |       |       |
|  | 9 de mayo - Campo 11 |                       | Estados Unidos        | 3     |                  |                  |  |  |             |             |  |  |       |       |
|  |                      | Panamá                | 0                     |       |                  |                  |  |  |             |             |  |  |       |       |
|  | Panamá               | Panamá                | 0                     | 2     |                  |                  |  |  |             |             |  |  |       |       |
|  | Panamá               |                       | 14 de mayo - Campo 1  | 2     |                  |                  |  |  |             |             |  |  |       |       |
|  | Guatemala            | 0                     |                       |       |                  |                  |  |  |             |             |  |  |       |       |
|  | Guatemala            | 0                     | Estados Unidos        | 4     |                  |                  |  |  |             |             |  |  |       |       |
|  | 9 de mayo - Campo 11 |                       | Estados Unidos        | 4     |                  |                  |  |  |             |             |  |  |       |       |
|  |                      | Canadá                | 0                     |       |                  |                  |  |  |             |             |  |  |       |       |
|  | Costa Rica           | Canadá                | 0                     | 2     |                  |                  |  |  |             |             |  |  |       |       |
|  | Costa Rica           | 12 de mayo - Campo 11 |                       | 2     |                  |                  |  |  |             |             |  |  |       |       |
|  | Nicaragua            | 1                     |                       |       |                  |                  |  |  |             |             |  |  |       |       |
|  | Nicaragua            | 1                     | Costa Rica            | 1 (3) |                  |                  |  |  |             |             |  |  |       |       |
|  | 9 de mayo - Campo 1  |                       | Costa Rica            | 1 (3) |                  |                  |  |  |             |             |  |  |       |       |
|  |                      | Canadá (p.)           | 1 (4)                 |       |                  |                  |  |  |             |             |  |  |       |       |
|  | Canadá               | Canadá (p.)           | 1 (4)                 | 4     |                  |                  |  |  |             |             |  |  |       |       |
|  | Canadá               |                       |                       | 4     |                  |                  |  |  |             |             |  |  |       |       |
|  | Curazao              | 0                     |                       |       |                  |                  |  |  |             |             |  |  |       |       |
|  | Curazao              | 0                     |                       |       |                  |                  |  |  |             |             |  |  |       |       |

### Octavos de final
| 8 de mayo de 2019 | El Salvador              | 2:1 (1:0) | Jamaica    | Academia IMG - Campo #11, Bradenton, Florida |                           |
| 10:00             | Vásquez 45' · Flores 70' | Reporte   | 82' Wright | Árbitro(s): Mario Escobar                    | Árbitro(s): Mario Escobar |

| 8 de mayo de 2019 | Trinidad y Tobago | 1:4 (0:0) | Honduras                             | Academia IMG - Campo #1, Bradenton, Florida |                        |
| 15:00             | Sheppard 57'      | Reporte   | 46', 76', 88' Miranda · 61' Aguilera | Árbitro(s): John Pitti                      | Árbitro(s): John Pitti |

| 8 de mayo de 2019 | Haití                                 | 2:0 (2:0) | República Dominicana | Academia IMG - Campo #11, Bradenton, Florida |                           |
| 16:00             | Domínguez 27' (a.g.) · Christophe 34' | Reporte   |                      | Árbitro(s): Oshane Nation                    | Árbitro(s): Oshane Nation |

| 8 de mayo de 2019 | México                      | 2:1 (1:1) | Puerto Rico | Academia IMG - Campo #1, Bradenton, Florida |                          |
| 18:00             | Gómez 42' (t.l.) · Luna 68' | Reporte   | 7' López    | Árbitro(s): Kimbell Ward                    | Árbitro(s): Kimbell Ward |

| 9 de mayo de 2019 | Panamá                | 2:0 (0:0) | Guatemala | Academia IMG - Campo #11, Bradenton, Florida |                         |
| 10:00             | Pinto 72' · Lowis 75' | Reporte   |           | Árbitro(s): Marco Ortiz                      | Árbitro(s): Marco Ortiz |

| 9 de mayo de 2019 | Canadá                                                           | 4:0 (1:0) | Curazao | Academia IMG - Campo #1, Bradenton, Florida |                                |
| 15:00             | Nava 22' (a.g.) · Habibullah 75' (pen.) · Colyn 79' · Nelson 85' | Reporte   |         | Árbitro(s): Armando Villarreal              | Árbitro(s): Armando Villarreal |

| 9 de mayo de 2019 | Costa Rica                        | 2:1 (1:1) | Nicaragua      | Academia IMG - Campo #11, Bradenton, Florida |                             |
| 16:00             | Bolaños 30' · Iglesias 80' (a.g.) | Reporte   | 44' Vallecillo | Árbitro(s): Adonai Escobedo                  | Árbitro(s): Adonai Escobedo |

| 9 de mayo de 2019 | Estados Unidos                                                                       | 8:0 (6:0) | Guadalupe | Academia IMG - Campo #1, Bradenton, Florida |                            |
| 18:00             | Ocampo 3', 68' · Yow 11' · Reyna 20', 29', 42' (pen.) · Busio 26' · Dezac 70' (a.g.) | Reporte   |           | Árbitro(s): Henry Bejarano                  | Árbitro(s): Henry Bejarano |

### Cuartos de final
- Los ganadores clasificaron a la Copa Mundial de Fútbol Sub-17 de 2019.

| 12 de mayo de 2019 | Costa Rica                                     | 1:1 (0:1, 1:1) (t. s.)(3:4 p.) | Canadá                                                   | Academia IMG - Campo #1, Bradenton, Florida |                                 |
| 10:00              | Castro 49' (pen.)                              | Reporte                        | 45+3' (pen.) Nelson                                      | Árbitro(s): Yadel Pupo Martínez             | Árbitro(s): Yadel Pupo Martínez |
|                    |                                                | Tiros desde el punto penal     |                                                          |                                             |                                 |
|                    | Hernández · Davis · Castro · Evance · González |                                | Habibullah · Cavavolo · Russell · Altovelli · Facchineri |                                             |                                 |

| 12 de mayo de 2019 | Estados Unidos                          | 3:0 (0:0) | Panamá | Academia IMG - Campo #11, Bradenton, Florida |                              |
| 15:00              | Busio 54' · Reyna 60' (pen.) · Pepi 75' | Reporte   |        | Árbitro(s): Daneon Parchment                 | Árbitro(s): Daneon Parchment |

| 12 de mayo de 2019 | Haití                                                  | 1:1 (1:1, 0:0) (t. s.)(4:3 p.) | Honduras                                              | Academia IMG - Campo #1, Bradenton, Florida |                                      |
| 16:00              | Sante 65'                                              | Reporte                        | 75' Medrano                                           | Árbitro(s): Walter López Castellanos        | Árbitro(s): Walter López Castellanos |
|                    |                                                        | Tiros desde el punto penal     |                                                       |                                             |                                      |
|                    | Etienne · Davis · Pierre · Geffrard · Martin · Jeantin |                                | Vega · Gómez · Palacios · Chávez · Miranda · Orellana |                                             |                                      |

| 12 de mayo de 2019 | México                                                              | 5:1 (3:0) | El Salvador | Academia IMG - Campo #11, Bradenton, Florida |                                   |
| 17:00              | Luna 9', 49' · González 22' · Rodríguez 41' (a.g.) · El-mesmari 79' | Reporte   | 58' Emerson | Árbitro(s): Juan Gabriel Calderón            | Árbitro(s): Juan Gabriel Calderón |

### Semifinales
| 14 de mayo de 2019 | Estados Unidos                              | 4:0 (0:0) | Canadá | Academia IMG - Campo #1, Bradenton, Florida |                            |
| 17:30              | Kayo 47' · Reyna 64' (t.l.) · Pepi 78', 82' | Reporte   |        | Árbitro(s): Ismael Cornejo                  | Árbitro(s): Ismael Cornejo |

| 14 de mayo de 2019 | México      | 1:0 (0:0) | Haití | Academia IMG - Campo #1, Bradenton, Florida |                           |
| 20:30              | Álvarez 49' | Reporte   |       | Árbitro(s): Mario Escobar                   | Árbitro(s): Mario Escobar |

### Final
| 16 de mayo de 2019 | México                | 2:1 (1:1, 1:1) (t. s.) | Estados Unidos | Academia IMG - Campo #1, Bradenton, Florida |                              |
| 19:00              | Muñoz 17' · Luna 108' | Reporte                | 9' Yow         | Árbitro(s): Daneon Parchment                | Árbitro(s): Daneon Parchment |

| Bandera de México |
| Campeón           |
| México            |
| 8º título         |

## Clasificados a la Copa Mundial de Fútbol Sub-17 de 2019
| Bandera de México     | Bandera de Estados Unidos | Bandera de Haití      | Bandera de Canadá     |
| México                | Estados Unidos            | Haití                 | Canadá                |
| Clasificado: 12/05/19 | Clasificado: 12/05/19     | Clasificado: 12/05/19 | Clasificado: 12/05/19 |